# سفتی (کانی‌شناسی)
سفتی یا استواری (انگلیسی: Tenacity) در کانی‌شناسی به رفتار کانی در هنگام تغییر شکل یا شکستگی گفته می‌شود.

## اصطلاحات رایج

### تردی
کانی به راحتی می‌شکند یا پودر می‌شود. بیشتر کانی‌های دارای پیوند یونی ترد هستند.

### شکل‌پذیری
کانی ممکن است به‌صورت ورقه‌های نازک کوبیده شود. کانی‌های دارای پیوند فلزی معمولاً شکل‌پذیر هستند.

### برش‌پذیری
کانی ممکن است به آرامی با چاقو بریده شود. کانی‌های نسبتاً کمی برش‌پذیر هستند. برش‌پذیری نوعی سفتی است و می‌توان از آن برای تشخیص کانی‌هایی با ظاهر مشابه استفاده کرد. برای نمونه، طلا برش‌پذیر است اما پیریت («طلای ابلهان») برش‌پذیر نیست.

### کشسانی
یک کانی کشسان اگر توسط یک نیروی خارجی خم شود، به شکل و اندازه اولیه خود در هنگام تنش، یعنی نیروی خارجی آزادشده بازمی‌گردد.

### مومسانی
یک کانی موم‌سان اگر توسط یک نیروی خارجی خم شود، در اثر تنش، یعنی نیروی خارجی آزادشده به شکل و اندازه اولیه خود باز نمی‌گردد و به حالت خمیده می‌ماند.